# Pont du Val d'Arve
Le pont du Val d'Arve est un pont routier et piéton sur l'Arve, situé dans le canton de Genève et reliant les communes de Genève et de Carouge, en Suisse.

## Localisation
Le pont du Val d'Arve est le quatrième pont le plus en amont de l'Arve après son entrée en Suisse. Ce pont est ainsi nommé en référence à la région de Carouge nommée le « Val d'Arve » et qui se trouve sur la rive gauche du pont.
Le pont est situé à la sortie d'une boucle de l'Arve qui, à son début, est traversée par le pont de Vessy lui-même situé en ligne droite par rapport au pont du Val d'Arve. Il se situe directement en aval d'une petite île située au milieu de la rivière.

## Histoire
Le pont est construit dans les années 1959 / 1960.

## Données techniques
Le pont du Val d'Arve est un pont en poutres d'une longueur de 112,4 mètres et d'une largeur de 18 mètres dont 12 mètres de voies de circulation.

## Pont ferroviaire du Val d'Arve
Dans le cadre du projet du CEVA de liaison ferroviaire urbaine entre la Suisse et la France, une tranchée couverte ainsi qu'un pont ferroviaire ont été construits en aval du pont routier du Val d'Arve. Provisoirement désigné également comme le « Pont du Val d'Arve », le nouvel ouvrage a par la suite été renommé « Pont des Artisanes » peu avant sa mise en service en 2019.